# SKUM
SKUM var navnet på Danmarks Radios fællesskab for unge over 15 år. Den startede under navnet u-land, men skiftede i maj 2001 brugerflade. I den forbindelse blev navnet ændret til SKUM.
31. marts 2011 valgte DR at lukke Skum med den begrundelse, at: "DR gerne vil lave indhold, som brager igennem til flere unge." 
Oprettede brugere fik hver tildelt en side, hvor de kunne skrive kort om sig selv, samt en gæstebog, et besked-system, og ikke mindst den meget brugte "blog". Brugerne kunne endvidere ændre "designet" i deres profiler, som de andre brugere også kunne få glæde af. Brugerne brugte hovedparten af deres tid på at debattere med andre, og chatte i de chatrum, Skum stillede til rådighed. Disse var for det meste under overvågning af moderatorer eller administratorer.
Skum blev udviklet af Skum-redaktionen i DR-Ung (DR's ungdomsafdeling) og var gratis for brugerne og fri for reklamer, da SKUM blev finansieret af de danske licensbetalere.

## Historie
- I 1998 blev Danmarks Radios første ungdomswebsite oprettet. Det hed Uland-Net. Designet var dengang brunt, og der var ikke særlig mange muligheder. [3]
- Allerede i 1999 fik siden en overhaling – der kom mere fyld på, og der blev ansat en ny designer. Han hed Søren Pors og var i øvrigt den ledende designer helt indtil 2002. Designet blev i øvrigt også radikalt ændret. [4]
- I 2000 designede Søren Pors et nyt Uland-Net.[5] Det blev lidt lysere, og nogle af de ting, SKUM er kendt for i dag kom til. Bl.a. så "Alexanderband" og "Mujaffa-spillet" dagens lys. "Mujaffa-spillet" hed dengang "Perker-spillet", men skiftede senere navn.
- I 2001 tog det fart, da der igen blev lanceret endnu et nyt design,[6] men denne gang skiftede siden også navn. Nu hed Danmarks Radios ungdomsside ikke længere Uland-Net, men fik sit nuværende navn: SKUM. Brugere kunne nu få deres egen profilside og samtidig både chatte og debattere med hinanden. SKUM som det kendes dag var født, og 7.000 medlemmer meldte sig ind. Men så begyndte ungdoms- og musikprogrammet Boogie på DR1, og pludselig meldte yderligere 50.000 medlemmer sig ind.
- Der var stor succes med systemet fra 2001, så der gik hele tre år, før SKUM igen fik en ansigtsløftning.[7] I 2004 skete det, og SKUM blev gjort mere overskueligt. Samtidig startdes et spil kaldet Hundeparken, og det blev lynhurtigt en kæmpesucces. Det var et fælles nordisk samarbejde, og inden længe havde brugerne af spillet kreeret 200.000 virtuelle hunde og samtidig et nyt kapitel i SKUMs historie. Der begyndte nu også at melde sig børn ind, der var yngre end de 15 år og opefter, som siden var lavet til. På dette tidspunkt fik SKUM også et klubsystem, hvor brugerne kunne oprette deres egne klubber for ting, de interesserede sig for – og SKUM blev i øvrigt sammenlagt et af Danmarks mest populære ungdomsmedier.
- I 2005 blev der lanceret endnu et nyt design, som blev brugt frem til 2011.[8]. Det blev designet af den svenske designer Peter Ström. Flere muligheder for personalisering af profilsiden opstod, og det gamle pixellook blev kastet overbord.
- I 2011 offentliggjorde DR at de lukkede Skum pr. marts 2011. Til stor irritation for de mange stambrugere. Allerede nu er en flok uafhængige skum-brugere begyndt at udarbejde deres eget alternativ til Skum, Muks. Skum lukkede som led i en strategi-ændring som medfører at al ungdomsformidling fremover bliver under brandet MAMA. Skum nåede at blive 10 år gammel. Skums virtuelle chatverden Hundeparken lukkede ikke og DR har senere fået det til at køre uafhængigt af Skum. [9]